# Vitkronad tapakul
Vitkronad tapakul (Scytalopus atratus) är en fågel i familjen tapakuler inom ordningen tättingar.

## Utbredning och systematik
Vitkronad tapakul delas in i tre underarter:
- Scytalopus atratus nigricans – förekommer i Anderna i västra Venezuela (i Táchira, Mérida och Sierra de Perija)
- Scytalopus atratus confusus – förekommer i centrala Anderna och på östra sluttningen av västra Anderna i Colombia
- Scytalopus atratus atratus – förekommer på östra sluttningen av Anderna i Colombia, Ecuador och Peru, så långt söderut som till Cusco

## Status och hot
Arten har ett stort utbredningsområde, men tros minska i antal, dock inte tillräckligt kraftigt för att den ska betraktas som hotad. Internationella naturvårdsunionen IUCN listar arten som livskraftig (LC).